# Erlau (Freising)
Erlau ist ein Ortsteil der Großen Kreisstadt Freising im oberbayerischen Landkreis Freising.

## Lage
Das Dorf liegt am südlichen Rand des Ampertals, ungefähr fünf Kilometer nördlich von Freising. Umgebende Orte sind Tüntenhausen, Zurnhausen, Zolling und Itzling. Durch den Ort führt die Bundesstraße 301. Südlich des Ortes zweigt seit November 2020 die Nordostumgehung der Stadt Freising in Richtung Marzling ab. Im Rahmen der ab 2017 laufenden Bauarbeiten wurde auch die Ortsdurchfahrt von Erlau umgestaltet und mit einem Gehweg versehen. Varianten, die auch Erlau umfahren hätten, wurden nicht berücksichtigt.

## Geschichte
Erlau war bis 1972 Teil der Gemeinde Tüntenhausen und wurde dann im Rahmen der Gemeindegebietsreform nach Freising eingemeindet.

## Baudenkmal
Einziges in der Liste der Baudenkmäler eingetragenes Objekt ist das ehemalige Straßenzollhaus, erbaut um 1780.